# Kill at Will
Kill at Will is een ep van Ice Cube die in slechts maanden na zijn eerste album AmeriKKKa's Most Wanted uitkwam. De nummers van deze ep waren bij de re-release van AmeriKKKa's Most Wanted in 2003 de bonustracks. Het kwam zijn belofte na om wat meer duidelijkheid over nummers op zijn eerste album te geven met een langere versie van Get off My Dick and Tell Yo Bitch to Come Here die uitlegde dat het om mannelijke groupies ging hem maar op de hielen bleven zitten. Ook zette hij de toon voor de (nog) politiekere koers die hij met zijn volgende album Death Certificate zou gaan volgen. Ice Cube komt op Kill At Will dan ook met het nummer Death Homies, over dat al zijn maten maar worden neergeschoten door het geweld in zijn buurt. Ook komt hij met het nummer The Product over zijn leven en dat het voor een zwarte man uit het getto vrijwel onmogelijk is om iets van zijn leven te maken. De skit JD's Gaffilin' (Part 2) was ook politieker dan deel 1 op AmeriKKKa's Most Wanted was.
| Nummer | Titel                                                  | Artiest            | Duur |
| ------ | ------------------------------------------------------ | ------------------ | ---- |
| 1      | Endangered Species (Tales from the Darkside) (Remix)   | Ice Cube & Chuck D | 4:10 |
| 2      | Jackin' for Beats                                      | Ice Cube           | 2:57 |
| 3      | Get off My Dick and Tell Yo Bitch to Come Here (Remix) | Ice Cube           | 3:38 |
| 4      | The Product                                            | Ice Cube           | 3:35 |
| 5      | Dead Homiez                                            | Ice Cube           | 3:55 |
| 6      | JD's Gaffilin' (Part 2)                                | J-Dee              | 0:32 |
| 7      | I Gotta Say What Up!!!                                 | Ice Cube           | 3:06 |